# Monotaxis linifolia
Monotaxis linifolia là một loài thực vật có hoa trong họ Đại kích. Loài này được Brongn. mô tả khoa học đầu tiên năm 1829.